# مات هيل (لاعب غولف)
مات هيل (بالإنجليزية: Matt Hill)‏ هو لاعب غولف أمريكي، ولد في 12 سبتمبر 1988 في سارنيا في كندا.

## وصلات خارجية
- مات هيل على موقع رابطة لاعبي الغولف المحترفين (الإنجليزية)
- مات هيل على موقع التصنيف العالمي الرسمي للغولف (الإنجليزية)